# Dusona rufonigra
Dusona rufonigra är en stekelart som först beskrevs av Carl Gustav Alexander Brischke 1880.  Dusona rufonigra ingår i släktet Dusona och familjen brokparasitsteklar. Inga underarter finns listade i Catalogue of Life.